# Patrick Sims-Williams
Patrick Sims-Williams (* 11. April 1949) ist ein britischer Keltologe. Er war Professor an der Aberystwyth University.

## Leben
Sims-Williams besuchte die Borden Grammar School in Sittingbourne, Kent. Er erwarb einen B.A. am Trinity Hall in Cambridge und schloss 1972 mit einem Upper Second Class Honours Degree in Angelsächsisch, Nordisch und Keltisch ab, gefolgt von einer Promotion an der Universität Birmingham. Sein Zwillingsbruder Nicholas Sims-Williams ist Wissenschaftler für Zentralasien (Iranist und Orientalist).
Nach der vorzeitigen Pensionierung der Keltologin Rachel Bromwich vom Fachbereich Angelsächsisch, Nordisch und Keltisch der Universität Cambridge Ende 1976 wurde Sims-Williams Anfang 1977 zum Universitätsassistenzdozenten in diesem Fachbereich ernannt. 1980 wurde er zum Universitätsdozenten befördert und 1982 in eine Festanstellung übernommen. Der damalige Fachbereichsleiter war Peter Clemoes, der Forschungsansatz von Sims-Williams war bereits damals interdisziplinär (linguistisch, literaturwissenschaftlich, archäologisch und historisch).
Sims-Williams wurde 1993 zum Reader für Keltisch und Angelsächsisch befördert. Im gleichen Zeitraum war er Fellow am St John’s College. Ende 1993 verließ er Cambridge und übernahm Anfang 1994 die Professur für Keltische Studien an der Aberystwyth University. 1981 hatte er die Zeitschrift „Cambridge Medieval Celtic Studies“ gegründet, die er 1993 nach seinem Umzug nach Wales in „Cambrian Medieval Celtic Studies“ umbenannte.

## Mitgliedschaften und Ehrungen
Sims-Williams wurde 1996 zum Fellow der British Academy gewählt und ist Mitglied der Sektionen Mittelalterstudien sowie Linguistik und Philologie. Von 1998 bis 2008 war er als Kommissar für die Royal Commission on the Ancient and Historical Monuments of Wales tätig und wurde 2011 Präsident des International Congress of Celtic Studies. Im Jahr 2021 wurde er zum Ehrenmitglied der Royal Irish Academy gewählt.
Sims-Williams hat zahlreiche Preise erhalten, darunter 1992 den Sir Israel Gollancz-Preis der British Academy (für sein Buch Religion and Literature in Western England), den Antiquity Prize 1999 für die „Beste Veröffentlichung“ des Jahres 1998 (für seinen Artikel „Genetics, Linguistics and Prehistory: Thinking Big and Thinking Straight“), den G. T. Clark Award der Cambrian Archaeological Association 1992 (für sein Buch The Celtic Inscriptions of Britain: Phonology and Chronology), den Vernam Hull Prize 2011 (für sein Buch Irish Influence on Medieval Welsh Literature) und den Francis Jones Prize des Jesus College in Oxford (für sein Buch The Book of Llandaf as a Historical Source).

## Veröffentlichungen (Auswahl)
- The Celtic Inscriptions of Britain: Phonology and Chronology
- Irish Influence on Medieval Welsh Literature
- The Book of Llandaf as a Historical Source.
- (Hrsg. und Übers.): The Medieval Welsh „Englynion y Beddau“. D. S. Brewer, Cambridge 2023, ISBN 9781843847069.